# Baccano!
Baccano! (jap. バッカーノ! Bakkāno!) – seria powieści napisanych przez Ryōgo Naritę i ilustrowanych przez Katsumi Enami. Pierwszy tom otrzymał Złotą Nagrodę na IX Dengeki shōsetsu taishō w 2002 roku.
Seria doczekała się 13-odcinkowego serialu anime oraz trzech kontynuujących jego fabułę odcinków (OVA). Serial został wyprodukowany przez studio Brain’s Base. 
Powstały także dwie serie mangi.
W Polsce anime zostało po raz pierwszy wyemitowane 26 listopada 2008 roku na kanale Canal+ Polska.

## Fabuła
W 1711 roku grupa alchemików zgromadzona na pokładzie statku w celu odkrycia sposobu na wieczne życie wzywa demona znającego jej tajemnice. Demon pojawia się na ich wezwanie i podarowuje im eliksir wiecznego życia, sposób na stworzenie go i sposób na skończenie życia nieśmiertelnych. Tego samego wieczora, alchemicy zaczynają znikać ze statku, „pożerani” przez jednego ze swoich. Dostrzegając niebezpieczeństwo, nieśmiertelni rozpraszają się po całym świecie.
Wieki później, w czasach prohibicji w Stanach Zjednoczonych, nieśmiertelni natrafiają się na siebie ponownie.

## Bohaterowie
- Isaac Dian (jap. アイザック・ディアン Aizakku Dian) – Złodziej o niskiej inteligencji znany z kradzieży małowartościowych rzeczy i przebieraniu się w kostiumy, przez co często jest brany bardziej za aktora ulicznego niż kryminalistę. Zakochany w swej partnerce Mirii Harvert.

Seiyū: Masaya Onosaka 
- Miria Harvent (jap. ミリア・ハーヴェント Miria Hāvento) – złodziejka, partnerka i ukochana Isaaca. Niezmiernie naiwna, wierzy w każdy nonsens wypowiedziany przez Isaaca.

Seiyū: Sayaka Aoki 
- Firo Prochainezo (jap. フィーロ・プロシェンツォ Fīro Puroshentso) – członek Camorry z rodziny mafijnej Martillo i utalentowany wojownik. Przyjaciel braci Gandor i Maizy.

Seiyū: Hiroyuki Yoshino 
- Maiza Avaro (jap. マイザー・アヴァーロ Maizā Avāro) – członek Camorry z rodziny Martillo i jeden z oryginalnych nieśmiertelnych. Był alchemikiem, który przywołał demona na statku Adveny Avis w 1711 roku w celu poznania tajemnicy nieśmiertelności i jedyna osoba, której powierzono tajemnicę przyrządzenia eliksiru.

Seiyū: Mitsuru Miyamoto 
- Ennis (jap. エニス Enisu) – nieśmiertelny Homunculus stworzony przez Szilarda.

Seiyū: Sanae Kobayashi 
- Ladd Russo (jap. ラッド・ルッソ Raddo Russo) – sadystyczny płatny morderca na usługach mafii Russo. Uwielbia znęcać się nad ludźmi. Bardzo dobry w walkach wręcz i z użyciem broni palnej.

Seiyū: Keiji Fujiwara 
- Jacuzzi Splot (jap. ジャグジー・スプロット Jagujī Supurotto) – szef młodocianych gangsterów.

Seiyū: Daisuke Sakaguchi 
- Nice Holystone (jap. ニース・ホーリーストーン Nīsu Hōrīsutōn) – ekspert od ładunków wybuchowych. Zawsze widziana w towarzystwie Jacuzziego.

Seiyū: Yū Kobayashi 
- Donny (jap. ドニー Donī) – członek gangu Jacuzziego.

Seiyū: Yoshinori Sonobe 
- Chane Laforet (jap. シャーネ・ラフォレット Shāne Raforetto) – córka Hueya Laforeta. Włada nożami. Razem z wiernymi jej ojcu podejmuje próbę przejęcia pasażerów pociągu Flying Pussyfoot. Jest niemową, potrafi komunikować się telepatycznie ze swoim ojcem.

Seiyū: Ryō Hirohashi 
- Huey Laforet (jap. ヒューイ・ラフォレット Hyuui Raforetto) – ojciec Chane Laforet i jeden z oryginalnych nieśmiertelnych z pokładu statku Advena Avis. Odsiaduje karę w więzieniu. Wokół niego zrzeszone jest parę grup terrorystycznych, które zrobią wszystko, by go uwolnić – między innymi próbują wziąć zakładników na pokładzie Flying Pussyfoot w zamian za uwolnienie go.

Seiyū: Susumu Chiba 
- Szilard Quates (jap. セラード・クェーツ Serādo Kuētsu) – jeden z oryginalnych nieśmiertelnych, alchemik. Od chwili stania się nieśmiertelnym stara się poznać tajemnicę przyrządzenia eliksiru. Tej samej nocy, gdy przywołano demona na statku Advena Avis "zjadł" wielu jej członków, dzięki któremu poznał część tajemnicy nieśmiertelności. Wykorzystując poznaną wiedzę stworzył niekompletny eliksir, po wypiciu którego osoba nie umierała od śmiertelnych ran, ale starzała się i mogła być „zjedzona” przez nieśmiertelnych. Stworzył homunculusa imieniem Ennis.

Seiyū: Kinryū Arimoto 
- Gerd Avaro (jap. グレット・アヴァーロ Gureddo Avāro) – brat Maizy Avaro i ukochany Sylvie. Jeden z pierwszych, który stał się nieśmiertelny i jedyna osoba, której Maiza powierzył część sekretu sporządzenia eliksiru. Został „zjedzony” przez Szilarda.

Seiyū: Daisuke Namikawa 
- Czeslaw Meyer (jap. チェスワフ・メイエル Chesuwafu Meieru) – mały chłopiec, który stał się nieśmiertelny na pokładzie statku Advena Avis. Panicznie boi się innych nieśmiertelnych i stara się ich „zjeść”, zanim oni to zrobią.

Seiyū: Akemi Kanda 
- Luck Gandor (jap. ラック・ガンドール Rakku Gandōru) – szef mafijnej rodziny Gandor. Dobry przyjaciel Firo, dzięki czemu ma dobre stosunki z mafią Martillo.

Seiyū: Takehito Koyasu 
- Berga Gandor (jap. ベルガ・ガンドール Beruga Gandōru) – szef rodziny mafijnej Gandor.

Seiyū: Kenta Miyake 
- Chic Jefferson (jap. チック Chikku) – młody mężczyzna pracujący dla Gandorów.

Seiyū: Kappei Yamaguchi 
- Lua Klein (jap. ルーア・クライン Rūa Kurain) – narzeczona Ladda. Jest mu całkowicie oddana i posłuszna.

Seiyū: Eri Yasui 
- Barnes (jap. バーンズ Banzu) – alchemik na usługach Szilarda. Stworzył kompletny eliksir nieśmiertelności, jednak z powodu pożaru laboratorium w opuszczonym magazynie, udało mu się ocalić parę butelek, które kolejno trafiały w różne ręce. Za utratę eliksiru został „zjedzony” przez Szilarda.

Seiyū: Tomomichi Nishimura 
- Eve Genoard (jap. イブ・ジェノアード Ebu Jenoādo) – siostra Dallasa, którego poszukuje odkąd opuścił dom i stał się chuliganem.

Seiyū: Marina Inoue 
- Elmer (jap. エルマー Eruma) – jeden z oryginalnych nieśmiertelnych.

Seiyū: Shintarō Ōhata 
- Dallas Genoard (jap. ダラス・ジェノアード Darasu Jenoādo) - brat Eve Genoard. Opuścił rodzinę i został chuliganem.

Seiyū: Atsushi Imaruoka 
- Samantha (jap. サマサ Samasa) - służąca rodziny Genoard.

Seiyū: Naomi Nagasawa 
- Benjamin (jap. ベンヤミン Benyamin) - służący rodziny Genoard.

Seiyū: Toshitaka Hirano 
- Sylvie Lumiere (jap. シルヴィ・リュミエール Shiruvi Ryumiēru) – jedna z pasażerów statku Advena Avis. Jedyna osoba, która nie wypiła od razu eliksiru, dzięki czemu przeżyła spotkanie z Szilardem. Była ukochaną Gerda Avaro.

Seiyū: Ayahi Takagaki 

## Light novele
Ryōgo Narita pierwotnie zgłosił pierwszą powieść do 9. konkursu Dengeki shōsetsu taishō w 2002 roku organizowanego przez ASCII Media Works, podczas którego powieść zdobyła Złotą Nagrodę zajmując drugie miejsce ex aequo z powieścią Nana-hime monogatari. Powieść ta następnie została wydana w lutym 2003 roku pod imprintem „dengeki bunko” należącym do wydawnictwa ASCII Media Works.
Ilustracje do powieści zostały wykonane przez Katsumi Enami.
| Nr | Tytuł | Data wydania (język japoński) | ISBN (język japoński)  |
| -- | --- | ----------------------------- | ---------------------- |
| 1  | Baccano! The Rolling Bootlegs (jap. バッカーノ！ Ｔｈｅ Ｒｏｌｌｉｎｇ Ｂｏｏｔｌｅｇｓ )                                           | 10 lutego 2003                | ISBN 978-4-04-866928-3 |
| 2  | Baccano! 1931 Donkō-hen The Grand Punk Railroad (jap. バッカーノ！１９３１鈍行編 Ｔｈｅ Ｇｒａｎｄ Ｐｕｎｋ Ｒａｉｌｒｏａｄ)       | 10 sierpnia 2003              | ISBN 978-4-04-869414-8 |
| 3  | Baccano! 1931 Tokkyū-hen The Grand Punk Railroad (jap. バッカーノ！１９３１特急編 Ｔｈｅ Ｇｒａｎｄ Ｐｕｎｋ Ｒａｉｌｒｏａｄ )     | 10 września 2003              | ISBN 978-4-04-866930-6 |
| 4  | Baccano! 1932 Drug & The Dominos (jap. バッカーノ！１９３２ Ｄｒｕｇ ＆ Ｔｈｅ Ｄｏｍｉｎｏｓ)                                      | 10 października 2003          | ISBN 978-4-04-866929-0 |
| 5  | Baccano! 2001 The Children of Bottle (jap. バッカーノ！２００１ Ｔｈｅ Ｃｈｉｌｄｒｅｎ Ｏｆ Ｂｏｔｔｌｅ)                          | 10 lutego 2004                | ISBN 978-4-8402-2609-7 |
| 6  | Baccano! 1933 1: THE SLASH: Kumori no chiame (jap. バッカーノ！１９３３＜上＞ ＴＨＥ ＳＬＡＳＨ ～クモリノチアメ～)                 | 10 września 2004              | ISBN 978-4-8402-2787-2 |
| 7  | Baccano! 1933 2: THE SLASH: Chi no ame wa, hare (jap. バッカーノ！１９３３＜下＞ ＴＨＥ ＳＬＡＳＨ ～チノアメハ、ハレ～ )           | 10 listopada 2004             | ISBN 978-4-8402-2850-3 |
| 8  | Baccano! Gokuchūhen 1934 Prison Alice In Jails (jap. バッカーノ！１９３４ 獄中篇Ａｌｉｃｅ Ｉｎ Ｊａｉｌｓ)                         | 10 października 2006          | ISBN 978-4-8402-3585-3 |
| 9  | Baccano! Shabahen 1934 Prison Alice In Jails (jap. バッカーノ！１９３４ 娑婆編 Ａｌｉｃｅ Ｉｎ Ｊａｉｌｓ)                          | 10 grudnia 2006               | ISBN 978-4-8402-3636-2 |
| 10 | Baccano! 1934 Kanketsuhen Peter Pan in Chains (jap. バッカーノ！１９３４ 完結編Ｐｅｔｅｒ Ｐａｎ Ｉｎ Ｃｈａｉｎｓ)                 | 10 kwietnia 2007              | ISBN 978-4-8402-3805-2 |
| 11 | Baccano! 1705 The Ironic Light Orchestra (jap. バッカーノ！１７０５Ｔｈｅ Ｉｒｏｎｉｃ Ｌｉｇｈｔ Ｏｒｃｈｅｓｔｒａ )              | 10 lipca 2007                 | ISBN 978-4-8402-3910-3 |
| 12 | Baccano! 2002 (A side) Bullet Garden (jap. バッカーノ！２００２ 【Ａ ｓｉｄｅ】Ｂｕｌｌｅｔ Ｇａｒｄｅｎ)                           | 10 października 2007          | ISBN 978-4-8402-4027-7 |
| 13 | Baccano! 2002 (B side) Blood Sabbath (jap. バッカーノ！２００２ 【Ｂ ｓｉｄｅ】Ｂｌｏｏｄ Ｓａｂｂａｔｈ)                           | 10 listopada 2007             | ISBN 978-4-8402-4069-7 |
| 14 | Baccano! 1931 Rinji kyūkō-hen Another Junk Railroad (jap. バッカーノ！１９３１ 臨時急行編Ａｎｏｔｈｅｒ Ｊｕｎｋ Ｒａｉｌｒｏａｄ ) | 10 stycznia 2009              | ISBN 978-4-04-867462-1 |
| 15 | Baccano! 1710 crack flag (jap. バッカーノ！１７１０Ｃｒａｃｋ Ｆｌａｇ)                                                             | 10 kwietnia 2010              | ISBN 978-4-04-868459-0 |
| 16 | Baccano! 1932 Summer man in the killer (jap. バッカーノ！１９３２‐Ｓｕｍｍｅｒ ｍａｎ ｉｎ ｔｈｅ ｋｉｌｌｅｒ)                     | 10 czerwca 2011               | ISBN 978-4-04-870556-1 |
| 17 | Baccano! 1711 White Smile (jap. バッカーノ！１７１１ Ｗｈｉｔｅｓｍｉｌｅ)                                                          | 10 grudnia 2011               | ISBN 978-4-04-886186-1 |
| 18 | Baccano! 1935-A Deep Marble (jap. バッカーノ！１９３５‐Ａ Ｄｅｅｐ Ｍａｒｂｌｅ)                                                    | 10 września 2012              | ISBN 978-4-04-886893-8 |
| 19 | Baccano! 1935-B Dr. Feelgreed (jap. バッカーノ！１９３５‐Ｂ Ｄｒ．Ｆｅｅｌｇｒｅｅｄ)                                               | 10 grudnia 2012               | ISBN 978-4-04-891204-4 |
| 20 | Baccano! 1931-Winter the time of the oasis (jap. バッカーノ！１９３１‐Ｗｉｎｔｅｒ ｔｈｅ ｔｉｍｅ ｏｆ ｔｈｅ ｏａｓｉｓ )         | 10 marca 2013                 | ISBN 978-4-04-891431-4 |
| 21 | Baccano! 1935-C The Grateful Bet (jap. バッカーノ！１９３５‐Ｃ Ｔｈｅ Ｇｒａｔｅｆｕｌ Ｂｅｔ )                                     | 10 października 2013          | ISBN 978-4-04-866037-2 |
| 22 | Baccano! 1935-D Luckstreet Boys (jap. バッカーノ!1935-D Luckstreet Boys)                                                            | 10 sierpnia 2016              | ISBN 978-4-04-892184-8 |

## Anime
Animowana adaptacja powieści została wyprodukowana przez studio Brain’s Base. Reżyserem serii był Takahiro Omori, za scenariusze odpowiadał Noboru Takagi, za projekty postaci Takahiro Kishida, natomiast muzykę do serii napisał Makoto Yoshimori. Seria była emitowana na kanale Wowow w każdy czwartek od 26 lipca 2007 roku.
| Nr | Tytuł | Premiera w Japonii           |
| -- | --- | ---------------------------- |
| 01 | Fuku shachō wa jishin ga shuyakudearu kanōsei ni tsuite kataranai (副社長は自身が主役である可能性について語らない)                                                                            | 26 lipca 2007                |
| 02 | Rō fujin no fuan o yoso ni tairiku ōdan tetsudō wa shuppatsu suru (老婦人の不安をよそに大陸横断鉄道は出発する)                                                                                | 2 sierpnia 2007              |
| 03 | Randy to Pezzo wa Party no junbi de isogashī Randi to petcho wa pāti no junbi de isogashī (ランディとペッチョはパーティの準備で忙しい)                                                        | 9 sierpnia 2007              |
| 04 | Ladd Russo wa ōini katari ōini satsuriku o tanoshimu raddo russo wa ōini katari ōini satsuriku o tanoshimu (ラッド・ルッソは大いに語り大いに殺戮を楽しむ)                                     | 16 sierpnia 2007             |
| 05 | Jacuzzi Splot wa naite obiete ban'yū o furuu jagujī supurotto wa naite obiete ban'yū o furuu (ジャグジー・スプロットは泣いて怯えて蛮勇を奮う)                                                 | 23 sierpnia 2007             |
| 06 | Rail Tracer wa shanai o an'yaku shi gyakusatsu o kurikaesu reirutorēsā wa shanai o an'yaku shi gyakusatsu o kurikaesu (レイルトレーサーは車内を暗躍し虐殺をくりかえす)                        | 13 września 2007             |
| 07 | Subete wa Adwenna Awys-gō no senjō kara hajimaru subete wa adou~ena au~isu-gō no senjō kara hajimaru (すべてはアドウェナ・アウィス号の船上からはじまる)                                       | 20 września 2007             |
| 08 | Isaac to Miria wa ga-shirazu shūi ni kōfuku o makichirasu Aizakku to miria wa ga-shirazu shūi ni kōfuku o makichirasu (アイザックとミリアは我知らず周囲に幸福をまきちらす)                    | 27 września 2007             |
| 09 | Claire Stanfield wa chūjitsu ni shokumu o suikō suru Kurea sutanfīrudo wa chūjitsu ni shokumu o suikō suru (クレア・スタンフィールドは忠実に職務を遂行する)                                   | 4 października 2007          |
| 10 | Czeslaw Meyer wa fushisha no kage ni obie sakuryaku o meguraseru chesuwafu meieru wa fushisha no kage ni obie sakuryaku o meguraseru (チェスワフ・メイエルは不死者の影に怯え策略をめぐらせる) | 11 października 2007         |
| 11 | Chane Laforet wa futari no kaijin o mae ni chinmoku suru shāne raforetto wa futari no kaijin o mae ni chinmoku suru (シャーネ・ラフォレットは二人の怪人を前に沈黙する)                        | 18 października 2007         |
| 12 | Firo to Gandor sankyōdai wa kyōdan ni taoreru fīro to gandōru sankyōdai wa kyōdan ni taoreru (フィーロとガンドール三兄弟は凶弾に倒れる)                                                       | 25 października 2007         |
| 13 | Fushisha mo sōdenai mono mo hitoshi-nami ni jinsei o ōka suru (不死者もそうでない者もひとしなみに人生を謳歌する)                                                                              | 1 listopada 2007             |
| 14 | Graham Spector no ai to heiwa Gurahamu supekutā no ai to heiwa (グラハム・スペクターの愛と平和)                                                                                               | 27 lutego 2008 (tylko DVD)   |
| 15 | Kōkyū jūtakugai ni tadori tsuita furyō shōnen-tachi wa sore demo itsumo to kawaranai (高級住宅街に辿り着いた不良少年たちはそれでもいつもと変わらない)                                         | 23 kwietnia 2008 (tylko DVD) |
| 16 | Monogatari ni owari ga atte wa naranai koto o Carol wa satotta Monogatari ni owari ga atte wa naranai koto o Kyaroru wa satotta (物語に終わりがあってはならないことをキャロルは悟った)        | 28 maja 2008 (tylko DVD)     |

## Manga
Adaptacja powieści w formie mangi, zatytułowana Baccano! 1931 The Grand Punk Railroad (jap. バッカーノ！ 1931 The Grand Punk Railroad) została napisana przez Naritę i zilustrowana przez Ginyū Shijina. Manga była publikowana w czasopiśmie Dengeki Comic Gao! wydawnictwa MediaWorks od 27 grudnia 2006 roku do 27 lutego 2008 roku. Rozdziały zostały skompilowane w dwóch tomach, wydanych kolejno 27 lipca 2007 roku oraz 26 kwietnia 2008 roku. Rozdziały tej mangi skupiają się na wydarzeniach związanych z porwaniem pociągu Flying Pussyfoot.
| Nr | Data wydania (język japoński) | ISBN (język japoński)  |
| -- | ----------------------------- | ---------------------- |
| 1  | 27 lipca 2007                 | ISBN 978-4-8402-3963-9 |
| 2  | 26 kwietnia 2008              | ISBN 978-4-04-867048-7 |

Druga adaptacja w formie mangi została napisana przez Shintę Fujimoto i opublikowana w czasopiśmie Young Gangan wydawnictwa Square Enix. Pierwszy rozdział tej mangi został wydany 16 października 2015 roku. Ostatni rozdział tej mangi ukazał się 6 stycznia 2017 roku.
| Nr | Data wydania (język japoński) | ISBN (język japoński)  |
| -- | ----------------------------- | ---------------------- |
| 1  | 10 lutego 2016                | ISBN 978-4-7575-4876-3 |
| 2  | 10 sierpnia 2016              | ISBN 978-4-7575-5072-8 |
| 3  | 10 kwietnia 2017              | ISBN 978-4-7575-5268-5 |